# 蝸居
蝸居（かきょ）は中華人民共和国で2009年に放映されたテレビドラマ。日本未公開。
家を買うために高いローンを背負う人たち（房奴）を描いている。「蝸居」は直訳で「カタツムリの家」（カタツムリの殻）だが、現地では猫の額ほどの狭い家を意味する。
ドラマの原作は、2007年に刊行された同名の小説で、小説の邦題は『上海、かたつむりの家』である。

## ストーリー
上海に住む大卒サラリーマン夫婦が念願のマイホームを手に入れる。しかし毎月6千元（約9万円）のローン返済に苦しみ、やがて様々な壁にぶつかっていく。

## 影響
2000年代後半の中国では爆発的な人気となった。その理由は主人公と同じようにローンに苦しむ人が中国には数多くいるからである。
「人の情けは体で返す」「愛情はみんなインチキ」といった社会風刺や政治家と愛人の猥褻な会話を含めさまざまな過激シーンが多いことから一部テレビ局では放送が中止される事態となっている。